# Учкуївка (пляж)
Пляж «Учкуївка» (крим. Üç Quyu plâj) — пляж в Нахімовському районі міста Севастополь.

## Опис
Учкуївка є найпопулярнішим пляжем на Північній стороні Севастополя. Всі піщані пляжі Севастополя розташовані на його Північній стороні від мису Товстий і до Андріївки, при цьому Учкуївка — найближчий піщаний пляж по відношенню до центру міста.
Тип — пісочно-гальковий.
Протяжність ~ 1 км.
Великий пляж Учкуївки поділено на дві частини: північну — міський пляж та південну — дикий пляж. Крім великого пляжу в Учкуївці є ще кілька малих, розташованих на північ і південь від великого пляжі туристичного комплексу ім. А. В. Мокроусова, спортивно-оздоровчого табору «Горизонт» на півночі та нудистський пляж на півдні.
Влітку прямо на пляж ходить рейсовий катер з Артилерійської бухти — 40 хвилин приємної морської прогулянки. Інший варіант — катером із центру міста (Графська пристань) на Північну сторону, а потім коротка подорож маршруткою на набережну пляжу.

### Міський пляж Учкуївка
Найпопулярніший міський піщано-гальковий пляж займає північну половину великого пляжу. Вздовж пляжу розташована набережна, на якій знаходиться безліч різноманітних барів та кафе, торгових точок та пунктів прокату пляжного приладдя, міні-ринок та зупинка маршрутного автобуса. На самому пляжі є безліч різноманітних водних і дитячих атракціонів.

### Дикий пляж Учкуївка
Дикий пляж займає південну половину великого пляжу Учкуївки. Уздовж пляжу знаходиться двоступінчастий урвищ. Пройти на пляж можна двом спускам на півночі та півдні пляжу або вздовж берега. Декілька водних атракціонів розташовані на кордоні з міським пляжем на півночі.

### Мокроусова
туристично-оздоровчого комплексу ім. А. В. Мокроусова розташований на північ від великого пляжу Учкуївки та відокремлений від нього невеликим мисом. Чистий, добре обладнаний пляж, доступний усім охочим.

### Горизонт
Пляж спортивно-оздоровчого табору «Горизонт» розташований на північ від пляжу ТОК ім. А. В. Мокроусова. Уздовж пляжу проходить бетонна набережна, що з'єднує Любимівку та Учкуївку, сам пляж розділений хвилерізами на кілька ділянок. Пляж «Обрій» займає дві південні ділянки. На пляжі — пост рятувальників та переодягання.

### Нудистський пляж
Самотній дикий пляж за мисом на південь від великого пляжу Учкуївки. Уздовж пляжу знаходиться двоступінчастий обвалонебезпечний обрив. Дістатися до пляжу можна пішки вздовж берега з півночі та півдня (з пляжу на мисі Толстом).